# Ray Hyman

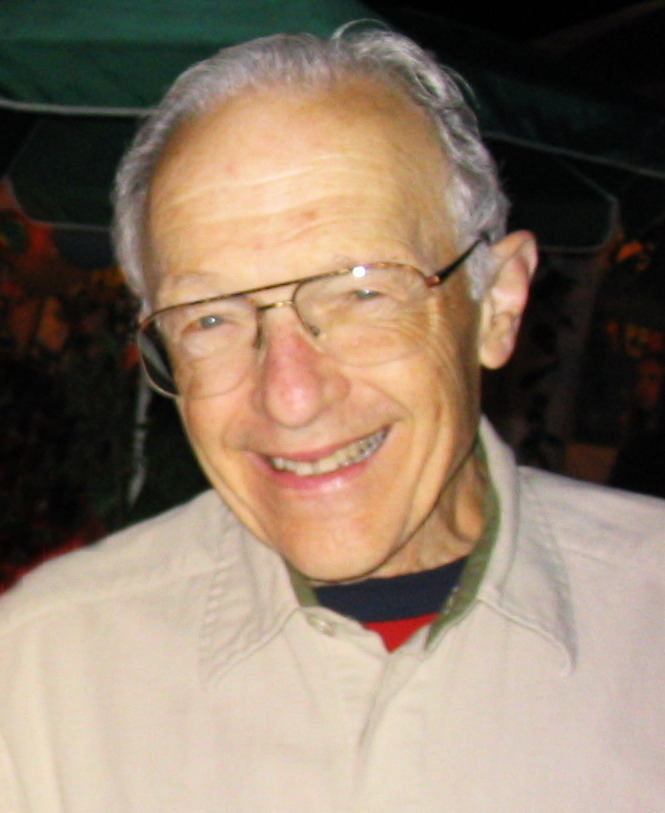
Ray Hyman 2003

Ray Hyman (* 23. Juni 1928 in Chelsea (Massachusetts)) ist emeritierter amerikanischer Professor für Psychologie der University of Oregon in Eugene, Oregon.

## Leben
In jungen Jahren während seines Studiums an der Boston University arbeitete Ray Hyman nebenbei als Magier und Handleser. Er erwarb 1953 an der Johns Hopkins University einen Doktorgrad in Psychologie und lehrte einige Jahre an der Harvard University. Weiter wurde er Fachmann für Statistik. Nach drei Jahren in der Privatwirtschaft wurde er 1961 Hochschullehrer in Eugene. 
Zusammen mit anderen bekannten Skeptikern wie Martin Gardner und Paul Kurtz gründete er 1976 an der State University at Buffalo das Committee for the Scientific Investigation of Claims of the Paranormal (CSICOP), das die Zeitschrift Skeptical Inquirer herausgibt.